# Wieselsfeld
Wieselsfeld ist ein Dorf in Niederösterreich und eine Ortschaft sowie Katastralgemeinde der Stadtgemeinde Hollabrunn im gleichnamigen Bezirk Hollabrunn. Die Ortschaft hat 115 Einwohner (Stand 1. Jänner 2024).

## Geographie
Das Dorf liegt östlich der Stadt Hollabrunn. Nachbarorte von Wieselsfeld sind in der Stadtgemeinde Hollabrunn die Orte Kleinstetteldorf, Aspersdorf und Mariathal.
|                       |                                             | Kleinstetteldorf   |
| Aspersdorf            | Kompassrose, die auf Nachbargemeinden zeigt | Eggendorf im Thale |
| Hollabrunn, Mariathal | Porrau                                      | Weyerburg          |

## Geschichte
Urgeschichtliche Bodenfunde lassen bereits auf eine lange Besiedlung schließen. Die erste bekannte urkundliche Erwähnung ist im Zuge des Verkaufs von zwei Lehen durch Achaz von Seefeld-Kuenring. Das in seiner Siedlungsstruktur als Dreiecksanger sehr gut erhaltene Dorf Wieselsfeld zeichnet sich durch das gelungene Ensemble der renovierten Kapelle aus 1750 und dem modernen Dorfzentrum aus. Der Schwarzhof südlich der Kleinstetteldorfer Kellergasse gehört noch zur Katastralgemeinde Wieselsfeld und ist Rest der mittelalterlichen Ortschaft.
Laut Adressbuch von Österreich waren im Jahr 1938 in der Ortsgemeinde Wieselsfeld zwei Dachdecker, ein Gastwirt mit Gemischtwarenhandel, ein Schuster, ein Viktualienhändler und einige Landwirte ansässig.
Wieselsfeld wurde mit 1. Jänner 1969 der Gemeinde Hollabrunn eingemeindet.

## Politik

### Bürgermeister der ehemaligen Gemeinde Wieselsfeld
- 1965–1968 Johann Letz

### Ortsvorsteher der Katastralgemeinde Wieselsfeld
- 1969–1970 Johann Letz
- 1970–1975 Hubert Pfeifer sen.
- 1975–1977 Ludwig Weidinger
- 1977–1995 Hubert Pfeifer jun.
- 1995–2005 Gerhard Martinek
- 2005–2008 Helga Authried und Josef Zeillner
- seit 2008 Zeillner Josef